# Christian Schittenhelm
 (août 2024).
La mise en forme du texte ne suit pas les recommandations de Wikipédia : il faut le « wikifier ».
Les points d'amélioration suivants sont les cas les plus fréquents. Le détail des points à revoir est peut-être précisé sur la page de discussion.
- Les titres sont pré-formatés par le logiciel. Ils ne sont ni en capitales, ni en gras.
- Le texte ne doit pas être écrit en capitales (les noms de famille non plus), ni en gras, ni en italique, ni en « petit »…
- Le gras n'est utilisé que pour surligner le titre de l'article dans l'introduction, une seule fois.
- L'italique est rarement utilisé : mots en langue étrangère, titres d'œuvres, noms de bateaux, etc.
- Les citations ne sont pas en italique mais en corps de texte normal. Elles sont entourées par des guillemets français : « et ».
- Les listes à puces sont à éviter, des paragraphes rédigés étant largement préférés. Les tableaux sont à réserver à la présentation de données structurées (résultats, etc.).
- Les appels de note de bas de page (petits chiffres en exposant, introduits par l'outil «  Source ») sont à placer entre la fin de phrase et le point final[comme ça].
- Les liens internes (vers d'autres articles de Wikipédia) sont à choisir avec parcimonie. Créez des liens vers des articles approfondissant le sujet. Les termes génériques sans rapport avec le sujet sont à éviter, ainsi que les répétitions de liens vers un même terme.
- Les liens externes sont à placer uniquement dans une section « Liens externes », à la fin de l'article. Ces liens sont à choisir avec parcimonie suivant les règles définies. Si un lien sert de source à l'article, son insertion dans le texte est à faire par les notes de bas de page.
- La présentation des références doit suivre les conventions bibliographiques. Il est recommandé d'utiliser les modèles {{Ouvrage}}, {{Chapitre}}, {{Article}}, {{Lien web}} et/ou {{Bibliographie}}. Le mode d'édition visuel peut mettre en forme automatiquement les références.
- Insérer une infobox (cadre d'informations à droite) n'est pas obligatoire pour parachever la mise en page.

Pour une aide détaillée, merci de consulter Aide:Wikification.
Si vous pensez que ces points ont été résolus, vous pouvez retirer ce bandeau et améliorer la mise en forme d'un autre article.
Pour les articles homonymes, voir Schittenhelm.
Christian Schittenhelm, né en 1963 à Mulhouse, est un compositeur français.

## Biographie
Il étudie le piano dès l'âge de 6 ans. Vers 12 ans, il compose ses premières œuvres symphoniques et perfectionne ses classes musicales avec Maître Maurice Moerlen titulaire des grandes orgues de la cathédrale de Strasbourg.
À 21 ans, il signe son premier contrat d'artiste chez Philips.
En 1989, il enregistre son premier album Danger de vie chez EMI avec le London Philharmonic Orchestra.
À 35 ans, il compose Rhapsody Khronos et Khaos, deux poèmes symphoniques plébiscités par Maître Marcel Landowski, alors chancelier de l'Institut de France.
En 1998, à la demande d'Yves Mourousi, il compose pour la ville de Paris « L'hymne Paris 2000 » interprété au Studio Davout par L'Orchestre Colonne.
Il écrit et met en scène son premier opéra Vinci avec le soutien de Pierre Rosenberg président du Grand Louvre et de Maître Guy Nicot alors conservateur. Il l'adapte en comédie musicale sous le titre Da Vinci : Les Ailes de la lumière (Da Vinci: The wings of light). L'événement est présenté en 1999 à Tokyo pour Fuji TV en avant-première de sa production parisienne. La comédie musicale est présentée au Casino de Paris pour 52 représentations dans le cadre du programme officiel de la ville de Paris pour le nouveau millénaire. En 2004 le spectacle part pour la Hongrie pour toute une saison. Christian Schittenhelm dirige l'Orchestre philharmonique de Prague pour un enregistrement intégral de Da Vinci qui paraît en version anglaise chez Sony Music ainsi qu'un album d'extraits en version française.
En 2013, A.I.M. lui propose un album d'œuvres de comédie pour la société de production Babe Films, puis en 2014 un nouvel album aux couleurs thriller pour Tony Comiti Productions.
Il compose deux concertos pour piano et orchestre, "Wild" en 2012 à Hollywood, et "Bleu", une adaptation de sa sonate pour piano composée en 2005, plusieurs poèmes symphoniques créés en 2017, "Dawn" et "Bang", ainsi que "Ozone" un quatuor pour cordes.
D'autres comédies musicales voient le jour :
- La Petite Fille aux allumettes d'Andersen, d’après une adaptation de Muriel Coër, plus de 400 représentations dans différents théâtres français ainsi qu'au Parc Disneyland et au Théâtre Déjazet
- Le Petit Chose, d’après le roman d'Alphonse Daudet, qui s'est produit en tournée de 2006 à 2009
- Big Bang Bulle conte cosmogonique, initiation à l'écologie et à la connaissance scientifique de nos origines, pour les enfants, en tournée de 2005 à 2010
- La Petite Sirène conte musical qui fut à l'affiche du Théâtre de Paris du 24 novembre 2007 au 5 janvier 2008 en tournée dans les Zénith en France de 2009 à 2010.

En 2020 et 2021 il enregistre le premier volume de ses œuvres pianistiques impressionnistes avec le pianiste concertiste Peter Jablonski au Palladium Malmö.
En avril 2022 il enregistre le deuxième volume de ses œuvres pianistiques impressionnistes au studio Teldex à Berlin avec la pianiste concertiste ukrainienne Svetlana Andreeva.
En 2023, le compositeur enregistre avec son label Sfumato records, "AIR", son quatrième concerto pour piano et orchestre, avec la pianiste ukrainienne Svetlana Andreeva, le chef d'orchestre Sergey Neller, et le Royal Scottish National Orchestra. Sur le même album, figure son poème symphonique "Dawn".

## Œuvres contemporaines et comédies musicales
- 1995 : Khaos (Poème symphonique)
- 1995 : Rhapsody Khronos (Poème symphonique en 4 mouvements, Paris 2000)
- 1998 : Leonardo Da Vinci (Opéra en 4 actes)
- 2000 : Da Vinci, The Wings of Light Musical (Casino de Paris)
- 2001 : Walldancer (Pop Musical Berlin, Book[Quoi ?] d'Yves Hughes)
- 2001 : The Little Matchgirl Musical (Théâtre Déjazet, Paris)
- 2005 : Le Petit Chose (Musical)
- 2005 : Bleu (Piano concerto no 1)
- 2005 : Big Bang Bulle (Poème cosmogonique Musical, Sauvons la Terre !)
- 2006 : La Petite Sirène du Théâtre de Paris (Musical)
- 2008 : Zorro et la Petite Indienne (Musical)
- 2012 : Wild (Piano concerto no 2)
- 2017 : Dawn (Poème symphonique)
- 2018 : Alsatica (Poème symphonique)
- 2018 : Bang (Poème symphonique)
- 2018 : Without Blue (Piano Book no 1)
- 2019 : Lux (Triple Piano Concerto no 3)
- 2019 : AIr (Piano concerto no 4)
- 2021 : Piano Book no II[6],[7],[8],[9],[10],[11],[12],[13]